# 경인여객
경인여객(京仁旅客)은 인천광역시의 옛 시내버스 운수 회사이다.

## 역사
- 1962년 : 제물포버스여객의 계열사인 항도교통으로 설립
- 1977년 2월 : 제물포버스여객에서 계열 분리
- 1977년 8월 : 경인여객으로 사명 변경
- 1990년 : 좌석버스 노선 참여 개시
- 1997년 : 자사의 좌석버스 면허 19대 중 2대 말소
- 1998년 5월 : 자사의 좌석버스 면허 17대를 전량 강인여객에 매각
- 1999년 9월 : 심각한 경영난을 이유로 최종 부도 처리와 같이 폐업

## 여담
- 인천 도시철도 1호선의 개통을 앞두고 인천 지역의 공동배차제와 관여하고 있는 시내버스 운수 회사 역사상 최초의 폐업 사례이다.
- 1982년부터 공동 배차제가 실시될 당시 배차 기한을 최소 하루 내지 이틀 정도 담당하였다.
- 주요 차량에는 영종운수와 비슷하게 대우자동차와 아시아자동차를 혼용하였다.
- 자동변속기가 탑재하게 되어 있는 차량은 오로지 좌석버스 사양에만 있다.
- 다른 인천 지역의 버스 운수사들과 달리 BS105와 관련된 차량만 1993년까지 출고하였다.
- BS106 차량은 1992년 좌석버스용 차량만 4대를 출고하였지만, 도시형 사양을 가진 BS106 차량은 1994년부터 가장 늦게 도입하였다.
- 전면부의 플라스틱 행선판은 대체적으로 경향여객과 거의 유사하다. 글씨체 역시 '인천시민버스'라고 적혀 있는 특징이 있다.

## 같이 보기
- 경향여객 - 경인여객과 비슷하게 폐업한 사례
- 동서교통 - 이 업체와 똑같이 경영난으로 인해 폐업한 사례
- 강인여객 - 자사 시내버스 차량을 타사에 매각한 유사 사례